# Francesca Palumbo
Francesca Palumbo (Potenza, 10 de fevereiro de 1992) é uma esgrimista italiana de florete. Entre os seus principais feitos, destaca-se o tricampeonato da Universíada, o vice-campeonato mundial (2019) e o terceiro lugar europeu (2019).

## Biografia
Palumbo nasceu na comuna italiana de Potenza. Começou a praticar esgrima aos oito anos através dum convite da mãe de um amigo. Destacou-se em competições juniores, nas quais obteve resultados expressivos como o título individual italiano (2012), os títulos europeus e mundiais por equipes (2013) e o terceiro lugar do Campeonato Europeu Sub-23 de 2014. Ela também conquistou três medalhas de Universíade: um bronze (2013) e dois ouros (2015 e 2017).
No escalão sénior, obteve as principais conquistas de sua carreira em 2019, quando ganhou dois bronze nos eventos de Saint-Maur-des-Fossés e Turim, ambos válidos pela Copa do Mundo. Também integrou a seleção nacional de florete, pela qual ganhou um bronze no Campeonato Europeu de Dusseldórfia e uma prata no Campeonato Mundial de Budapeste.
Em 24 de julho de 2019, o prefeito de sua cidade natal, Mário Guarente, expressou cumprimentos à atleta por seus feitos: "Excelência em todo o mundo é sempre motivo de orgulho. É ainda mais nesta ocasião para nós, Potentinos, que não podemos deixar de expressar a nossa gratidão a Francesca Palumbo, por ter conquistado a medalha de prata com a equipe feminina de florete no último campeonato mundial de esgrima."

## Palmarès
- Campeonato Mundial:
  -  prata no florete por equipes: 2019.[10]
- Campeonato Europeu:
  -  bronze no florete por equipes: 2019.[11]